# Alfred Tolle

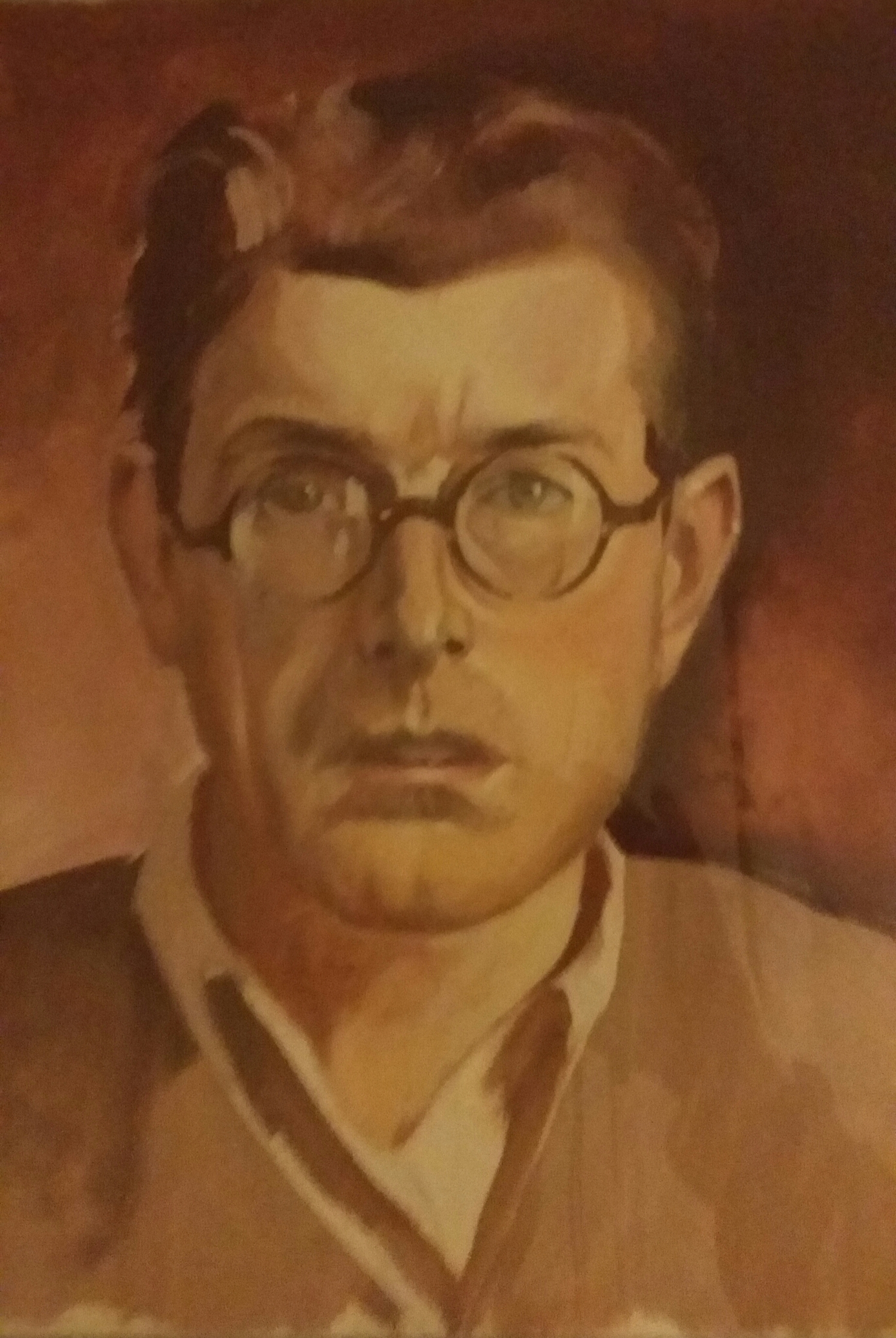
Selbstporträt Alfred Tolle

Alfred Karl Albert Tolle (* 2. Oktober 1903 in Görlitz; † 10. September 1989 in Potsdam-Babelsberg) war ein deutscher Filmarchitekt, Szenenbildner und Maler.

## Leben
Geboren 1903 als Sohn des Buchhalters Wilhelm Tolle und seiner Ehefrau Lina, verlor Alfred Tolle bereits im Alter von fünf Jahren seine Mutter. Er war gerade einmal 16, als 1919 auch sein Vater verstarb. Auf Veranlassung seines Vormunds verließ Alfred Tolle damals nach eigenen Worten „mit Obersekunda-Reife, viel Hoffnungen und fast gar keinem Geld“ das Görlitzer Realgymnasium um eine Schlosserlehre zu beginnen. Nach einem Jahr brach er diese ab, um endlich auf eigenen Wunsch von 1920 bis 1923 eine Ausbildung zum Dekorationsmaler abzuschließen. Von 1924 bis 1930 folgte das Studium zum Bühnenbildner und dekorativen Theatermaler bei Alexander Baranowsky und Paul Rößler an der Dresdner Akademie für Kunstgewerbe. 1931 zog er nach Berlin und war dort als Kunstmaler auch für Ausstellungen tätig.
1932 begann er beim Film zu arbeiten, u. a. für die Meteor-Film (1938), die Klagemann-Film GmbH (1937), die Tobis Filmkunst (1939 bis 1941) und die UFA (1941 bis 1945). 1949 kam er als Kunstmaler und Filmarchitekt schließlich zur DEFA.
Bereits zu UFA-Zeiten war Alfred Tolle regelmäßig Mitarbeiter im Team von Erich Zander gewesen, was sich auch 1951 bei der DEFA-Produktion Der Untertan fortsetzte. Vorab war er 1950 in Paul Verhoevens preisgekröntem Film Das kalte Herz für die Bau-Ausführungen zuständig. Zwischen 1959 und 1962 arbeitete er u. a. für zahlreiche Produktionen unter der Regie von Gottfried Kolditz wie z. B. Die schöne Lurette (1960) oder Revue um Mitternacht (1962 mit Manfred Krug). Mit Die Abenteuer des Till Ulenspiegel (1956, DDR/F), Die goldene Jurte (1961, DDR/Mongolische VR) und Die Heiden von Kummerow (1967, DDR/BRD mit Theo Lingen, Paul Dahlke, Ralf Wolter u. a.) finden sich internationale Produktionen genauso wie Musik-Komödien wie Reise ins Ehebett (1966) oder Heißer Sommer (1968 mit Frank Schöbel und Chris Doerk) in der langen Liste seiner Filmografie.
Als sich Alfred Tolle zum 1. Januar 1970 auf eigenen Wunsch aus Alters- und Gesundheitsgründen aus dem Kreise der Filmschaffenden des VEB DEFA-Studio für Spielfilme Babelsberg verabschiedete, konnte er auf ein langes, erfolgreiches und abwechslungsreiches Berufsleben zurückblicken. Viele Jahre lang waren einige seiner Malereien in der Ausflugsgaststätte an der Baumgartenbrücke in Geltow ausgestellt.
Alfred Tolle war verheiratet. Er lebte und wirkte bis zu seinem Tode am 10. September 1989 in Potsdam-Babelsberg.

## Filmografie (Auszug)
- 1950: Das kalte Herz
- 1951: Der Untertan
- 1952: Sein großer Sieg
- 1954: Gefährliche Fracht
- 1954: Der Fall Dr. Wagner
- 1955: Einmal ist Keinmal
- 1955: Star mit fremden Federn
- 1956: Besondere Kennzeichen: Keine
- 1956: Drei Mädchen im Endspiel
- 1956: Damals in Paris
- 1956: Das Stacheltier – Der Querkopf
- 1957: Die Abenteuer des Till Ulenspiegel (Co-Produktion DDR/Frankreich)
- 1957: Bärenburger Schnurre
- 1957: Sheriff Teddy
- 1958: Ein Mädchen von 16 1/2
- 1959: Simplon-Tunnel
- 1959: Weisses Blut
- 1959: Musterknaben
- 1960: Einer von uns
- 1960: Die schöne Lurette
- 1961: Die goldene Jurte (Co-Produktion DDR/Mongolei)
- 1962: Auf der Sonnenseite
- 1962: Revue um Mitternacht
- 1963: Reserviert für den Tod
- 1964: Schwarzer Samt
- 1965: Chronik eines Mordes
- 1965: Entlassen auf Bewährung
- 1965:  Drei Kriege – in Berlin (Fernsehfilm)
- 1966: Reise ins Ehebett
- 1966: Blaulicht – Folge 25: Ein Mann zuviel
- 1967: Brot und Rosen
- 1967: Die Heiden von Kummerow (1. Co-Produktion BRD/DDR)
- 1968: Heißer Sommer
- 1969: Zauber auf dem Eis
- 1969: Seine Hoheit – Genosse Prinz